# Зубричний
Зубричний — гірський струмок в Україні, у Надвірнянському районі Івано-Франківської області у Галичині. Правий доплив Зелениці (басейн Дністра).

## Опис
Довжина струмка приблизно 3,24 км, найкоротша відстань між витоком і гирлом — 2,76 км, коефіцієнт звивистості струмка — 1,17. Формується декількома безіменними струмками. Струмок тече в Українських Карпатах.

## Розташування
Бере початок на північно-західних схилах гори Синячка (1400,9 м). Спочатку тече на північний захід, далі на південний захід понад урочищем Погарчина і на південно-східному присілку села Зелена впадає у річку Зеленицю, праву притоку Бистриці Надвірнянської.

## Цікавий факт
- На лівому березі струмка розташовані Полонина Лазок[3] та Заповідне урочище Фарфанянка.